# Nationale Inspanning Welzijnsverzorging Indië

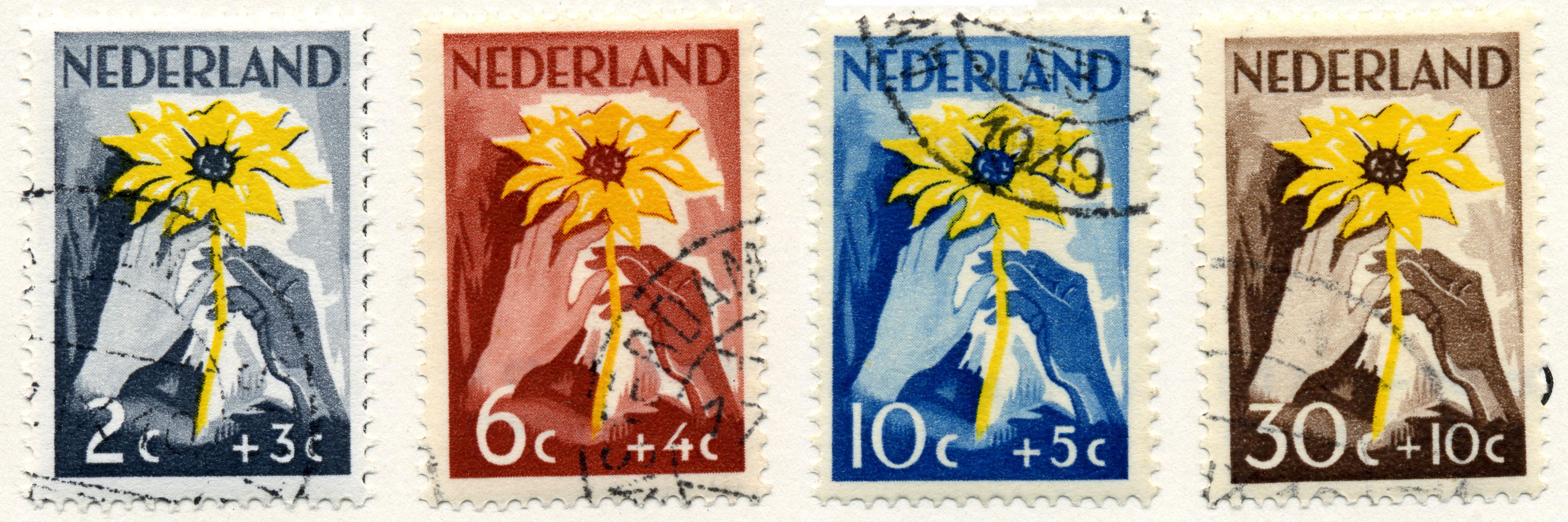
NIWIN-zegels 1949. Zegels met toeslag voor Het Nederlandsche Roode Kruis, Stichting helpt Indië en de NIWIN

De Nationale Inspanning Welzijnsverzorging Indië (NIWIN) was een particuliere organisatie in Nederland, die zich tussen 1946 en 1950 inzette voor de welzijnszorg onder de militairen in Nederlands-Indië. De slagzin van de organisatie was: Ons hart is bij U en Neeltje Niwin het symbool.

## Samenwerkingsverband
Het NIWIN werd in september 1946 opgericht en was een samenwerkingsverband van organisaties als Band Nederland-Indonesië, Thuisfront Humanitas, Katholiek Thuisfront, Protestants Interkerkelijk Thuisfront en de Unie van Vrouwelijke Vrijwilligers. De plaatselijke comités werden overkoepeld door een Centraal Bureau. Prins Bernhard was voorzitter van het NIWIN-Comité en Philips-directeur Frans Otten was tweede voorzitter.

## Welzijnszorg
Doel was "de welzijnsverzorging in de ruimste zin des woord van alle militairen in Indië en van de burgers aldaar".
Een deel van de acties bestond uit het inzamelen van gelden. Dit gebeurde door het houden van voorstellingen, de verkoop van vaantjes, maar ook door collectes. Ook verschenen speciale postzegels met een toeslag voor de acties.

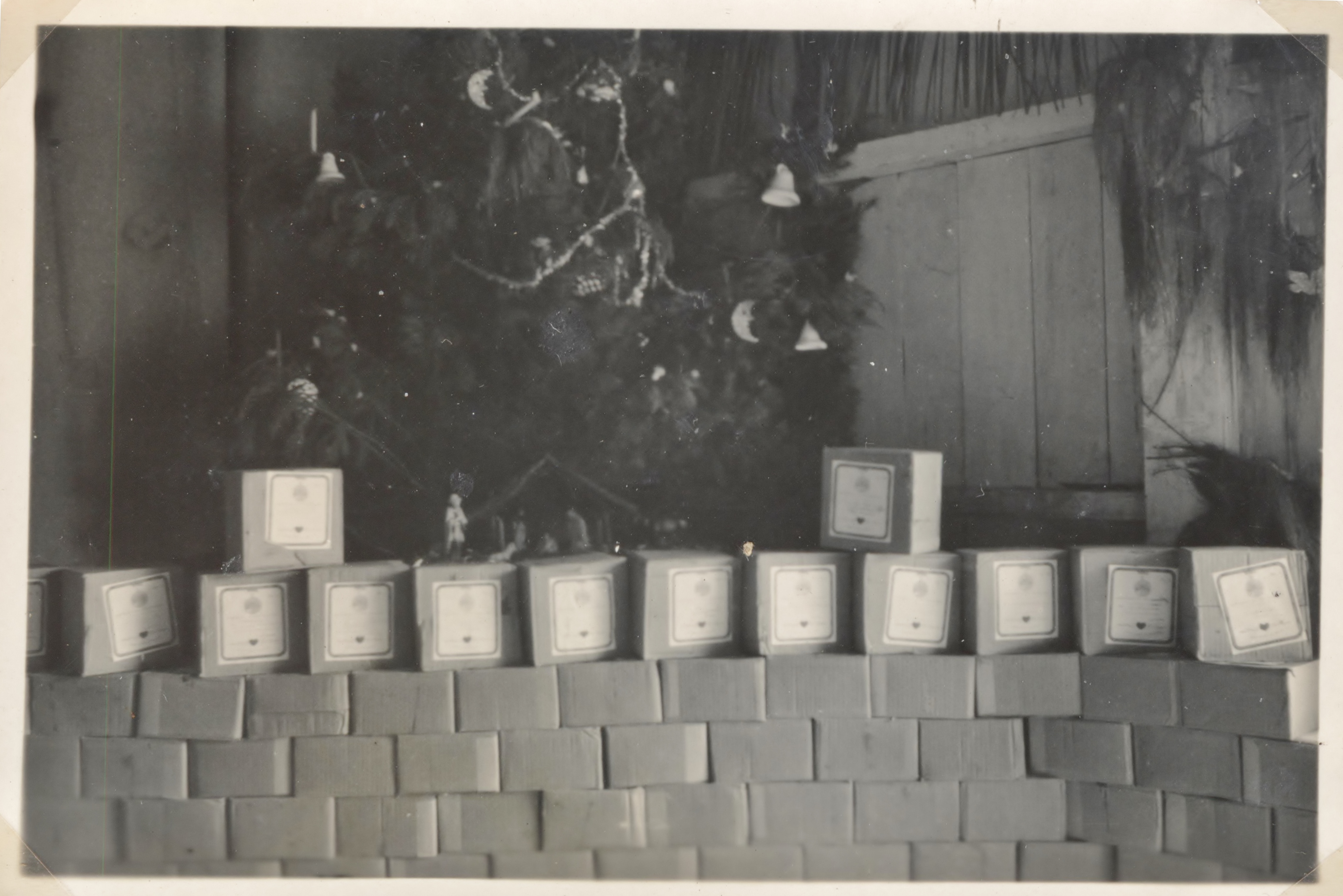
NIWIN-kerstpakket onder de kerstboom in 1949

Ook goederen werden ingezameld in de vorm van tijdschriften, sportartikelen, boeken en films voor de troepen. Luxe voedingswaren als chocolade werden opgestuurd, al kwam die vaak gesmolten aan. En er waren oranje blikjes met Niwinsigaretten voor de in de dessa verblijvende militairen. De artikelen werden toegezonden in de vorm van kerstpakketten. De vanaf juni 1949 toegestuurde rimboekisten bevatten sport- en spelartikelen voor de militairen op de buitenposten. 
Peter Knegjens was werkzaam als sportpromotor van de NIWIN. Ook artiesten verleenden medewerking. Elisabeth Everts, Cora Canne Meijer (zang), Willem Noske (viool), George van Renesse (piano), de Wama's, de Skymasters, de Kilima Hawaiians en diverse cabaretgroepen werden uitgezonden ter verpozing van de strijdkrachten.
Ten slotte werden ontwikkelingscursussen en ontspanningsprogramma's georganiseerd.
Welfare
De afkortingsverklaring als Nederlands-Indische Welfare In Nederland is onjuist. Welfare was een dienst van het KNIL en zorgde o.a. voor de distributie van NIWIN artikelen.

## Opheffing
Toen in 1950 de 'politionele acties' waarbij de militairen betrokken waren, beëindigd werden, keerden de militairen terug naar Nederland. Daarop werden de plaatselijke comités successievelijk opgeheven.